# Агиос Христофорос (дем Кушница)
Агиос Христофорос (на гръцки: Άγιος Χριστόφορος) е село в Егейска Македония, Гърция, дем Кушница, област Източна Македония и Тракия.

## География
Селото е разположено на 160 m надморска височина в северното подножие на планината Кушница (Пангео). Отдалечено е от Правища (Елевтеруполи) на 10 километра в северозападна посока. Принадлежи към демова секция Никищан (Никсиани).

## История
Селото е основано в 60-те години на XX век на мястото на бившето мочурище и в него са заселени хора от планинските села. Получава името Агиос Христофорос на 21 октомври 1969 година.
Населението произвежда ориз, пшеница, градинарски култури и други земеделски култури, като е развито и краварството.
Закрито е в 2001 година.
| Година    | 1913 | 1920 | 1928 | 1940 | 1951 | 1961 | 1971 | 1981 | 1991 | 2001 | 2011 | 2021 |
| --------- | ---- | ---- | ---- | ---- | ---- | ---- | ---- | ---- | ---- | ---- | ---- | ---- |
| Население |      |      |      |      |      |      | 119  | 243  | 308  |      |      |      |